# Terra di Israele

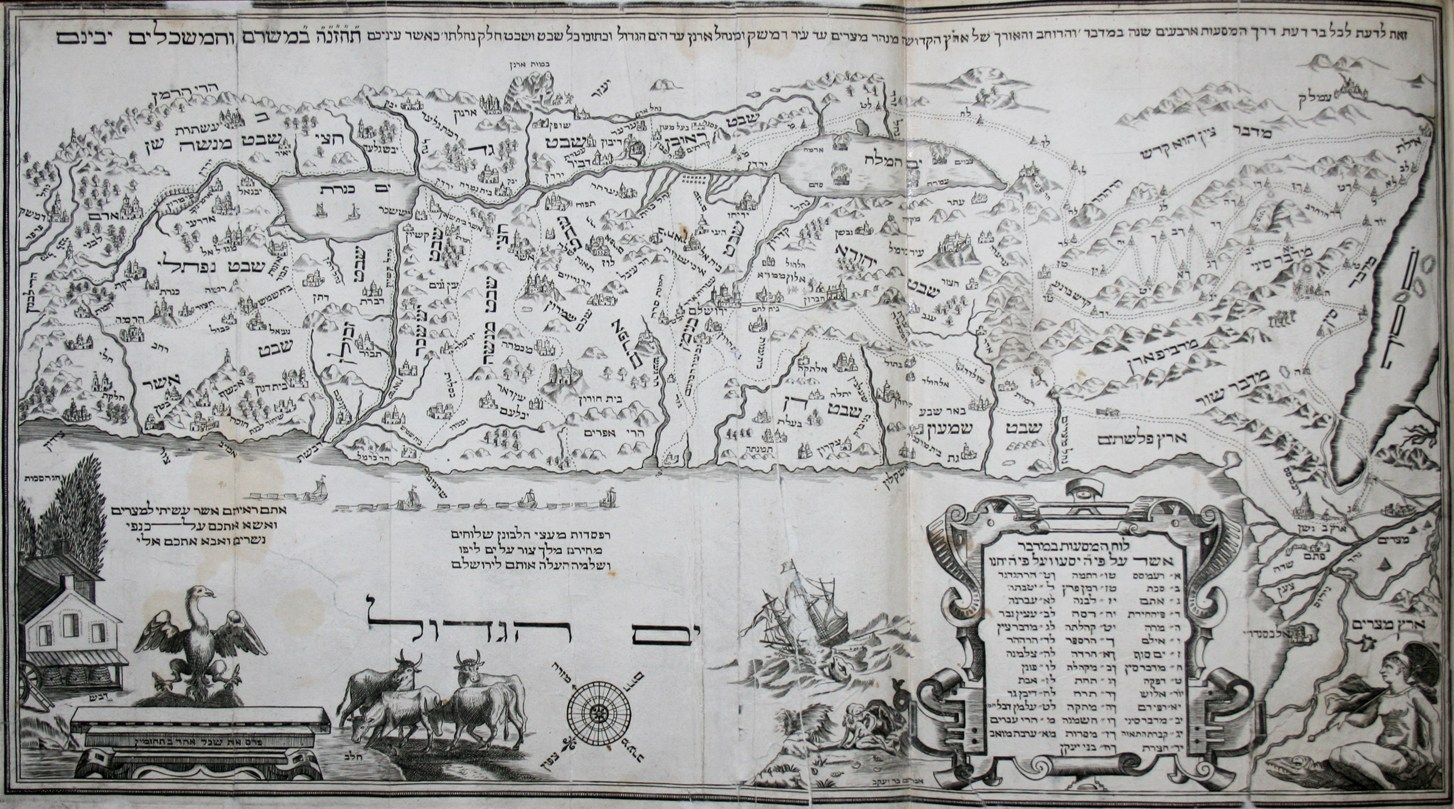
Mappa di Eretz Israel nella Amsterdam Haggada (1695) di Abraham Bar-Jacob.

La Terra di Israele (in ebraico אֶרֶץ יִשְׂרָאֵל‎?, Erétz Yisra'él) è la regione che, secondo il Tanakh e la Bibbia, fu promessa da Dio ai discendenti di Abramo attraverso suo figlio Isacco e agli Israeliti, discendenti di Giacobbe, nipote di Abramo. Costituisce la Terra promessa ed è parte del patto fatto con Abramo e Israele. La tradizione ebraica considera la promessa valida per tutti gli ebrei, compresi i discendenti dei convertiti.
Il termine non deve essere confuso con l'attuale Stato di Israele, che è uno stato politico moderno più piccolo compreso all'interno dei confini biblici e storici così definiti. Tuttavia, dopo la guerra dei sei giorni del 1967, il termine e il concetto sono stati politicizzati e usati per giustificare le politiche dei partiti israeliani di destra, come il Likud.

## Etimologia e radici bibliche
Il termine "Terra di Israele" è una traduzione diretta dell'espressione ebraica Eretz Yisrael, che si trova nella Bibbia ebraica. Secondo Anita Shapira, il termine Eretz Israel era un termine sacro, vago per quanto riguarda i confini precisi dei territori ma indicante chiaramente l'appartenenza.
Il nome "Israele" compare la prima volta nella Bibbia come nome dato da Dio al patriarca Giacobbe (Genesi |32:28) e può essere tradotto "Colui che combatte con Dio". Il nome si trova già in testi in lingua eblaitica e ugaritica come nome comune. I commentatori divergono sul significato letterale originario. Alcuni dicono che il nome deriva dal verbo śarar ("governare, essere forte, avere autorità su"), pertanto ritengono che il nome significhi "Dio governa" o "Dio giudica". Altri significati possibili sono "il principe di Dio" (dalla Bibbia di re Giacomo, o Versione Autorizzata) o "El combatte/lotta". Indipendentemente dal significato preciso del nome, la nazione biblica fondata da Giacobbe diventò i "Figli di Israele" o gli "Israeliti".
La prima definizione di terra promessa (Genesi 15:13-21) parla di "questa terra". In Genesi 15, questa terra viene promessa ai "discendenti" di Abramo, attraverso suo figlio Isacco, mentre in Deuteronomio 1:8 viene promessa esplicitamente agli Israeliti, discendenti di Abramo attraverso Giacobbe.
Una definizione più dettagliata è data in Numeri 34:1-15, per la terra chiaramente assegnata, dopo l'esodo, a nove tribù e mezza. In questo passaggio la terra è chiamata "Terra di Canaan". L'espressione "Terra di Israele" è usata per la prima volta in un libro successivo, Samuele 13:19. Viene usata spesso nel libro di Ezechiele e anche dal Vangelo secondo Matteo. Antichi documenti egiziani si riferiscono alla regione come R-t-n-u (pronuncia Rechenu). Nella Bibbia ebraica è indicata con diversi nomi: Eretz Israel "Terra di Israele", Eretz Ha-Ivrim "Terra degli Ebrei", "Terra in cui scorre latte e miele", Terra del Signore.

## Dimensioni secondo la Bibbia

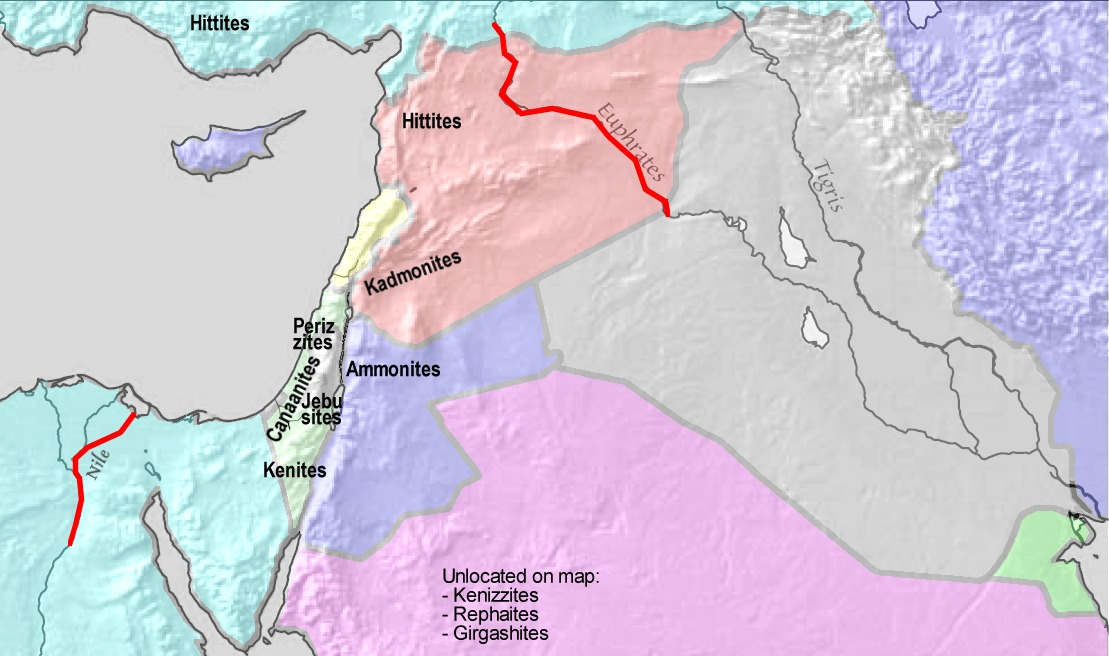
Mappa che mostra una interpretazione dei confini della Terra promessa, basata sulla promessa fatta da Dio ad Abramo (Genesi 15).

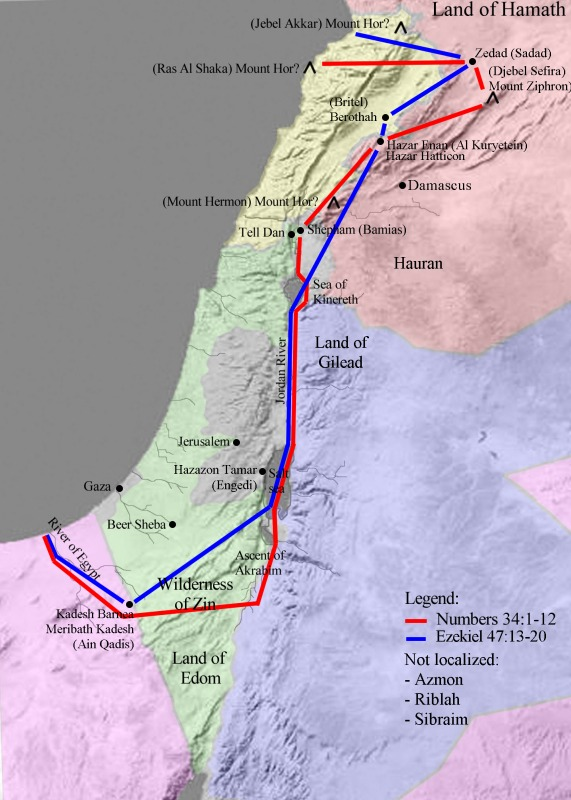
Mappa che mostra una interpretazione dei confini della Terra promessa, basata sulla promessa fatta da Dio a Mosè (Numeri 34) ed ad Ezechiele (Ezechiele 47).

La Bibbia ebraica dà tre diversi confini, ciascuno con uno scopo diverso. Essi sono definiti in Genesi 15:18-21, Numeri 34:1-15 ed Ezechiele 47:13-20.

### Genesi 15
Genesi 15:18-21 descrive ciò che nella tradizione ebraica è conosciuto come Gevulot Ha-aretz ("Confini della Terra") e definisce l'estensione totale della terra promessa ai discendenti di Abramo attraverso suo figlio Isacco e suo nipote Giacobbe. Il passaggio descrive la terra in termini di estensione di territori di vari popoli antichi. Confini geografici più precisi sono dati in Esodo 23:31, che descrive i confini segnati dal Mar Rosso (vedi dibattito sotto), il "Mare dei Filistei", cioè il mar Mediterraneo, e il "Fiume," cioè l'Eufrate, la tradizionale massima estensione del Regno di David.

### Numeri 34
Numeri 34:1-15 descrive la terra assegnata alle tribù di Israele dopo l'esodo. Le tribù di Ruben, Gad e metà di Manasse ricevettero la terra a est del Giordano, come spiegato in Numeri 34:14-15. Numeri 34:1-13 fornisce una descrizione dettagliata dei confini della terra da conquistare a ovest del Giordano per le tribù rimanenti. La regione è chiamata "la Terra di Canaan" (Eretz Kna'an) in Numeri 34:2 e i confini sono conosciuti nella tradizione ebraica come "confini per quelli usciti dall'Egitto". Questi confini sono di nuovo menzionati in Deuteronomio 1:6-8, Deuteronomio 11:24 e Giosuè 1:4.
Nella tradizione ebraica, Canaan era il figlio di Cam, che secondo il Libro dei Giubilei con i suoi discendenti aveva preso la terra dai discendenti di Sem. Così la tradizione ebraica indica la regione come Canaan nel periodo tra il diluvio e l'insediamento degli Israeliti. Schweid considera Canaan come nome geografico, e Israel come nome spirituale della terra: «L'unicità della Terra di Israele è pertanto "geo-teologica" e non meramente climatica. Questa è la terra che sta di fronte all'entrata del mondo spirituale, quella sfera dell'esistenza che si colloca al di là del mondo fisico che noi conosciamo attraverso i sensi. Questa è la chiave per capire lo status unico della terra se consideriamo la profezia e la preghiera, e anche i comandamenti». Quindi, il fatto di rinominare questa terra marca un cambiamento nello status religioso, l'origine del concetto di Terra santa. Numeri 34:1-13 usa il termine Canaan esclusivamente per la terra a ovest del Giordano, ma nella tradizione ebraica si usa l'espressione Terra di Israele per indicare l'intera terra degli Israeliti. L'espressione "Terra promessa" può indicare o la terra promessa ad Abramo nella Genesi o la terra di Canaan, anche se il secondo significato è più comune.

### Ezechiele 47
Ezechiele 47:13-20 fornisce una definizione di confini della terra dove vivranno le dodici tribù di Israele alla fine dei tempi. I confini della terra descritti dal testo in Ezechiele includono il confine settentrionale del Libano moderno, a est (direzione di Hethlon) fino a Zedad e Hazar-enan nella Siria moderna; da sud sud-ovest fino all'area di Busra sul confine siriano (area di Hauran in Ezechiele); segue il fiume Giordano tra la Cisgiordania e la terra di Gilead fino a Tamar (Ein Gedi) sulla riva occidentale del Mar Morto; da Tamar a Meribah Kadesh (Kadesh Barnea), poi lungo il Ruscello d'Egitto (vedi dibattito più in basso) al Mar Mediterraneo. Il territorio definito da questi confini è diviso in dodici strisce, una per ciascuna delle dodici tribù.
Pertanto Numeri 34 ed Ezechiele 47 definiscono confini diversi ma simili che includono tutto il Libano attuale, la Cisgiordania e la Striscia di Gaza e Israele, tranne il Negev meridionale ed Eilat. Sono incluse anche piccole parti della Siria.

### Da Dan a Beersheba
La frase biblica comunemente usata per indicare i territori su cui attualmente sono insediati degli Israeliti è "da Dan a Beersheba" (o la sua variante "da Beersheba a Dan"), che si trova nei seguenti versetti della Bibbia: 
- Giudici 20:1
- 1 Samuele 3:20
- 2 Samuele 3:10
- 2 Samuele 17:11
- 2 Samuele 24:2
- 2 Samuele 24:15
- 1 Re 4:25
- 1 Cronache 21:2
- 2 Cronache 30:5

### Punti oggetto del dibattito

#### Ruscello d'Egitto
Il confine con l'Egitto è dato come Nachal Mitzrayim (Ruscello d'Egitto) in Numeri e Deuteronomio, così come in Ezechiele. La tradizione ebraica (così come espressa nei commentari di Rashi e Yehuda Ha-Levi), e anche i targumim aramaici, lo interpretano come riferimento al Nilo, più precisamente al braccio orientale del delta del Nilo secondo Halevi, un'opinione confortata da testi egiziani e assiri. Saadia Gaon lo identificò nel "Uadi di El-Arish", riferendosi al biblico Sukot presso Faiyum. Kaftor Vaferech lo collocò nella stessa regione vicino al sito dell'antico ramo orientale del Nilo. I commentari della bibbia del XIX secolo interpretarono la descrizione come riferimento al Uadi della località costiera chiamata El-Arish. Però l'Easton Bible Dictionary annota una tradizione locale secondo cui il corso del fiume era cambiato e dove oggi c'è un uadi un tempo c'era un braccio del Nilo. Secondo i minimalisti biblici il ruscello è il fiume Besor.
Nella Genesi il confine con l'Egitto è dato come Nahar Miztrayim - in lingua ebraica nahar indica un grande fiume, mai uno uadi.

#### Confine meridionale e orientale
Solo il "Mar Rosso" (Esodo 23:31) e l'Eufrate sono menzionati come confine meridionale e orientale della terra promessa agli Israeliti. In tempi antichi il "Mar rosso" corrispondente all'ebraico Yam Suf veniva interpretato come Mare Eritreo, come si vede nella traduzione della versione della Bibbia in lingua greca. Anche se il nome "Mar Rosso" deriva da questo nome ("Eritreo" deriva dal greco e significa "rosso"), il termine indica tutte le acque che circondano l'Arabia, incluso l'Oceano Indiano e il Golfo Persico, e non solo il mare che porta questo nome e si trova a ovest dell'Arabia. Così l'intera penisola arabica si trova all'interno dei confini descritti. I confini della terra da conquistare di cui parla il libro dei Numeri hanno un limite orientale definito con precisione che include il Wadi Araba e la Giordania.

#### Variabilità dei confini
Deuteronomio 19:8 indica i confini della terra promessa in modo un po' vago quando si riferisce alla possibilità che Dio avrebbe "allargato i confini". Questa espansione di territorio significa che Israele avrebbe ricevuto "tutta la terra che ha promesso di dare ai tuoi padri", il che implica che l'insediamento in realtà si rivelò inferiore a quanto era stato promesso. Secondo Jacob Milgrom, il Deuteronomio si riferisce a una mappa più utopica della terra promessa, il cui confine orientale è il deserto piuttosto che il Giordano.
Paul R. Williamson nota che "un esame attento dei testi rilevanti per la promessa" conforta una "interpretazione più ampia della terra promessa" in cui essa non è "assolutamente ristretta a un'area geografica". Williamson afferma che "la mappa della terra promessa non fu mai fissata in modo permanente ma era soggetta a un certo grado di espansione e ridefinizione".

## Nella storia

### Regni antichi

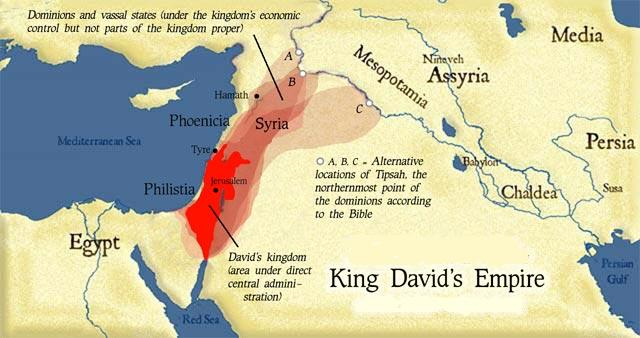
Differenti interpretazioni di ciò che la Bibbia dice sull'estensione dell'impero di re David.

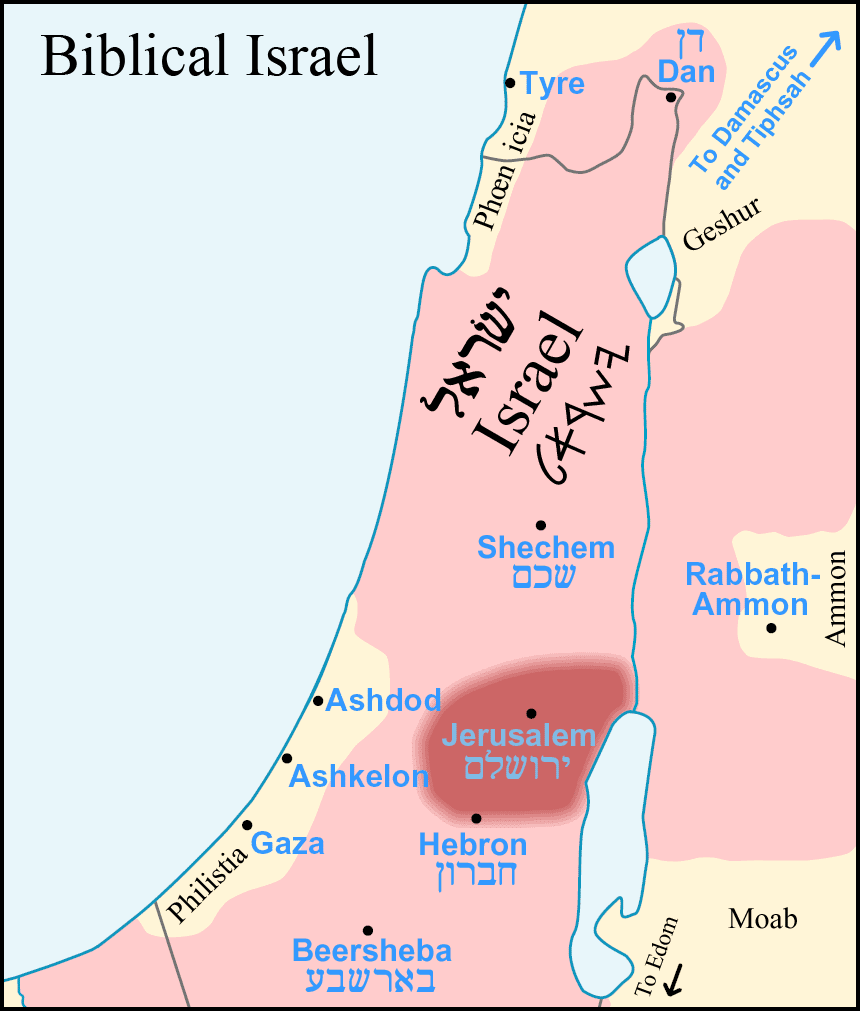
Un'altra mappa del Regno di Israele. L'area rosa indicante le terre che erano abitate dagli Israeliti o sotto il diretto controllo dell'amministrazione reale centrale durante Regno di Giuda e Israele (secondo la Bibbia).

Molti regni storici sono esistiti nella regione. Il Regno di Giuda e Israele di Re Davide e Salomone è il periodo in cui gli Israeliti governavano un territorio che può essere paragonato alla definizione data da Genesi 15.

### Uso del nome durante il Mandato Britannico

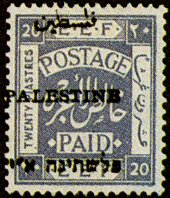
Questo francobollo del 1920, emesso dal BEF (British Expeditionary Force, corpo di spedizione britannico), stabilì un precedente per la formulazione dei successivi francobolli del Mandato.

Il concetto biblico di Eretz Israel e la sua rifondazione come stato in epoca moderna era un concetto fondamentale del programma sionista originario. Questo programma però ebbe scarso successo fino a quando la Gran Bretagna accettò la "creazione in Palestina di una sede nazionale per il popolo ebraico" nella dichiarazione Balfour (1917). La successiva occupazione britannica, e l'accettazione del Mandato britannico della Palestina da parte della Società delle Nazioni, fece avanzare la causa sionista. Alla conferenza di pace di Parigi (1919) Chaim Weizmann, come leader della delegazione sionista, presentò la Dichiarazione Sionista il 3 febbraio 1919. Tra altre cose, Weizmann presentava un piano per lo sviluppo, insieme a una mappa della sede nazionale proposta.  La dichiarazione richiamava lo storico legame ebraico con Eretz Israel. Inoltre definiva i confini e le risorse proposti dal movimento sionista come "essenziali per la necessaria fondazione economica del paese", compreso "il controllo dei suoi fiumi e delle loro sorgenti". Questi confini comprendono la Palestina (oggi divisa nello stato di Israele e nei territori occupati della Cisgiordania e della Striscia di Gaza), la Siria sud-occidentale e il Libano meridionale "vicino alla zona sud di Sidon".
Durante il Mandato il nome Eretz Yisrael (abbreviato in א״י‎, Aleph-Yod) faceva parte del nome ufficiale del territorio, quando era scritto in ebraico. 
Il nome ufficiale פלשתינה (א"י)‎, Palestina (E"Y), fu coniato sulle monete e sui primi francobolli del Mandato: alcuni membri del governo del Mandato britannico della Palestina volevano che il nome fosse פלשתינה‎ (Palestina) mentre lo Yishuv voleva che fosse ארץ ישראל‎ (Eretz Yisrael); alla fine il compromesso raggiunto fu che le iniziali א״י‎ fossero scritte tra parentesi ogni volta che si scrive פלשתינה‎. 
Pertanto, nell'uso politico del XX secolo, il termine "Terra di Israele" indica solo quelle parti della terra che erano sotto il mandato britannico, per esempio il territorio attualmente governato dallo Stato di Israele, la Cisgiordania e, fino al 2005, la striscia di Gaza e a volte anche la Transgiordania (oggi Regno di Giordania).

### Uso del nome nella Dichiarazione d'indipendenza di Israele
La Dichiarazione della fondazione dello Stato d'Israele inizia con il tracciare una linea diretta dai tempi biblici al presente:

Il 29 novembre 1947, l'Assemblea generale delle Nazioni Unite ha approvato una risoluzione 181 che richiede la creazione di uno Stato ebraico in Eretz-Israel; l'Assemblea Generale chiedeva che gli abitanti di Eretz-Israel facessero tutto il necessario da parte loro per l'attuazione di quella risoluzione. Questo riconoscimento da parte delle Nazioni Unite del diritto del popolo ebraico a fondare il loro Stato è irrevocabile.

Secondo le leggi israeliane, lo Stato di Israele è la patria di tutti gli ebrei, indipendentemente dalla loro provenienza.

### Uso del concetto come piattaforma politica dei partiti israeliani
All'inizio l'uso governativo del termine Eretz Israel, dopo la fondazione di Israele, conservò il legame storico e le possibili intenzioni sioniste. Due volte in documenti di stato ufficiali David Ben-Gurion annunciò che lo stato fu creato "in una parte del nostro piccolo Paese" e "solo in una porzione della Terra di Israele" In seguito Ben Gurion affermò che "la creazione del nuovo Stato in nessuna maniera rinuncia alla estensione dello storico Eretz Israel."
Herut e Gush Emunim furono tra i primi partiti politici israeliani a basare le loro politiche territoriali sul racconto biblico discusso sopra. Essi richiamarono l'attenzione in seguito all'occupazione di ulteriore territorio durante la guerra dei sei giorni (1967). Essi sostengono che la Cisgiordania dovrebbe essere annessa a Israele per motivi ideologici e religiosi. Questa posizione contrasta con la formula di accordo "land for peace" (territorio in cambio di pace, si intende per i palestinesi) contenuta nella risoluzione ONU 242. Il partito Likud ha affermato, nella sua piattaforma, il sostegno al mantenimento delle comunità negli insediamenti ebraici in Giudea e Samaria, perché quel territorio è considerato parte della terra di Israele storica.

## La Terra d'Israele e l'Halakhah
Secondo la legge ebraica (halakhah), alcune leggi religiose si applicano solo agli ebrei che vivono nella Terra di Israele e in alcune aree in Giordania, Libano e Siria (che sono considerate parte dell'Israele biblico). Tali leggi comprendono le leggi agricole come la Shmita (anno sabbatico); leggi sulla decima (Maaser Rishon, Maaser sheni e Maaser ani); pratiche di beneficenza durante il raccolto, come pe'ah; e leggi riguardanti la tassazione. Una fonte famosa elenca 26 delle 613 mitzvot come obbligatorie per la Terra di Israele.
Molte delle leggi che in tempi antichi si applicavano al moderno Stato di Israele; altre non sono state rimesse in vigore, poiché lo Stato di Israele non aderisce alla legge ebraica tradizionale. Comunque, certe parti dell'attuale territorio dello Stato di Israele, come Wadi Araba, sono considerate da molte autorità come esterne alla Terra di Israele per quanto riguarda l'applicabilità della legge ebraica. Secondo queste autorità, lì le leggi religiose non sono valide.
Inoltre, secondo alcune autorità religiose ebraiche, tutti gli ebrei hanno il dovere di vivere nella Terra di Israele e non possono andare via se non per ragioni specificamente accordate (per esempio per sposarsi). 
Ci sono numerose leggi su come rapportarsi alla Terra stessa.